# روبرتو لوبيز غونزاليس
روبرتو لوبيز غونزاليس (بالإسبانية: Roberto López González)‏ هو سياسي مكسيكي، ولد في 7 يونيو 1958 في غوادالاخارا في المكسيك. حزبياً، نشط في حزب الثورة الديمقراطية. وقد انتخب عضو مجلس النواب المكسيك.